# کاهش ازون

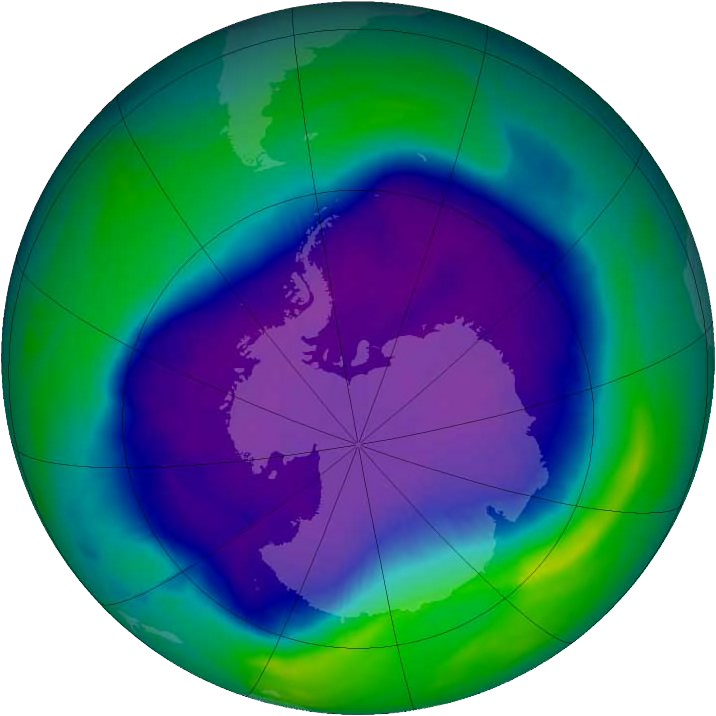
نگاره بزرگ‌ترین سوراخ (بیشترین گرما) ثبت شده لایه ازون در جنوبگان در سال ۲۰۰۶

کاهش اُزون یا تخلیه اوزون به توصیف دو پدیده گفته می‌شود که طی آنها از دهه ۱۹۷۰ میلادی، حجم مولکول ازون در لایه استراتوسفر (لایه ازون) زمین در حدود ۴٪ در هر دهه کاهش یافته‌است. مهم‌تر از آن، کاهش استراتوسفر اوزون در طول سرزمین‌های قطبی بود.
جزئیات این دو پدیده دارای تفاوت‌های کمی هستند. اما کاتالیزور هر دو پدیده تخریب ازون توسط اتم‌های هالوژنی است. منبع اصلی این اتم‌های هالوژنی دست‌ساخته‌های بشری هستند.
علت اصلی تخریب ازون و سوراخ ازون مواد شیمیایی تولید شده به ویژه مبردهای هالوکربن تولید شده، حلال‌ها، پیشرانه‌ها و عوامل دم کننده کف (کلروفلوئوروکربن‌ها (CFCها)، HCFCها، هالون‌ها) است که به عنوان مواد تخریب کننده ازن (ODS) نامیده می‌شوند. این ترکیبات پس از انتشار از سطح، با اختلاط متلاطم به استراتوسفر منتقل می‌شوند و بسیار سریعتر از آنکه مولکول‌ها ته‌نشین شوند، مخلوط می‌شوند. هنگامی که در استراتوسفر قرار گرفتند، آن‌ها از طریق تجزیه نوری اتم‌های هالوژن آزاد می‌کنند که تجزیه ازون (O3) به اکسیژن (O2) را کاتالیز می‌کند. هر دو نوع کاهش ازون با افزایش انتشار هالوکربن‌ها افزایش می‌یابد.
کاهش زنجان نگرانی جهانی را نسبت به افزایش خطرات سرطان و سایر اثرات منفی ایجاد کرده‌است. لایه اوزون از عبور بیشتر طول موج‌های اشعه ماورا بنفش (UV) از جو زمین جلوگیری می‌کند. این طول موج‌ها باعث سرطان پوست، آفتاب سوختگی، نابینایی دائمی و آب مروارید می‌شود که پیش‌بینی می‌شود به دلیل نازک شدن اوزون به میزان چشمگیری افزایش یابد و به گیاهان و حیوانات آسیب برساند. این نگرانی‌ها منجر به تصویب پیمان مونترال در سال ۱۹۸۷ شد که تولید CFC، هالون و سایر مواد شیمیایی تخریب کننده اوزون را ممنوع می‌کند.
این ممنوعیت در سال ۱۹۸۹ اعمال شد. سطح اوزون در اواسط دهه ۱۹۹۰ تثبیت شد و در دهه ۲۰۰۰ شروع به بازیابی کرد، زیرا تغییر جریان جتی در نیمکره جنوبی به سمت قطب جنوب متوقف شده و حتی ممکن است تغییر کند. پیش‌بینی می‌شود بازیابی در قرن آینده ادامه داشته باشد و پیش‌بینی می‌شود سوراخ ازن تا حدود سال ۲۰۷۵ به سطح قبل از ۱۹۸۰ برسد. در سال ۲۰۱۹، ناسا گزارش داد که سوراخ ازن کوچک‌ترین سوراخ از زمان کشف آن در سال ۱۹۸۲ است.
پروتکل مونترال موفق‌ترین توافقنامه بین‌المللی زیست‌محیطی تاکنون در نظر گرفته شده‌است.

## کشف
این پدیده، نخستین بار در سال ۱۹۸۵ دیده شد.

## بررسی اجمالی چرخه ازن
سه شکل (یا آلوتروپ) اکسیژن در چرخه ازون-اکسیژن نقش دارد: اتم‌های اکسیژن (O یا اکسیژن اتمی)، گاز اکسیژن (O2 یا اکسیژن دیاتومیک) و گاز ازن (O3 یا اکسیژن سه‌گانه). هنگامی که مولکول‌های اکسیژن پس از جذب فوتون‌های ماورای بنفش، متلاشی می‌شوند، ازن در استراتوسفر تشکیل می‌شود. با این کار یک O2 واحد به دو رادیکال اکسیژن اتمی تبدیل می‌شود. رادیکالهای اکسیژن اتمی سپس با مولکول‌های O2 جداگانه ترکیب شده و دو مولکول O3 ایجاد می‌کنند. این مولکولهای ازن، نور ماورای بنفش (UV) را جذب می‌کنند و به دنبال آن ازن به مولکول O2 و یک اتم اکسیژن تقسیم می‌شود. سپس اتم اکسیژن با یک مولکول اکسیژن پیوند داده و ازن را بازسازی می‌کند. این یک روند مداوم است که هنگامی که اتم اکسیژن با یک مولکول ازن دوباره ترکیب می‌شود و دو مولکول O2 ایجاد می‌شود، خاتمه می‌یابد.
O + O
3 → 2 O
۲
مقدار کل ازن در استراتوسفر با تعادل بین تولید فتوشیمیایی و ترکیب مجدد تعیین می‌شود.
ازن می‌تواند توسط تعدادی کاتالیزور رادیکال آزاد از بین برود. مهم‌ترین آن‌ها رادیکال هیدروکسیل (OH·)، رادیکال اکسید نیتریک (NO·)، رادیکال کلر (Cl·) و رادیکال برم (Br·) هستند. نقطه یک علامت است که نشان می‌دهد هر گونه دارای الکترون جفت نشده‌است و بنابراین بسیار واکنش پذیر است. همه این‌ها هم منابع طبیعی دارند و هم منابع انسانی. در حال حاضر، بیشتر OH· و NO· در استراتوسفر به‌طور طبیعی اتفاق می‌افتد، اما فعالیت‌های انسانی سطح کلر و برم را به شدت افزایش داده‌است. این عناصر در ترکیبات آلی پایدار، به ویژه کلروفلوئورکربن‌ها یافت می‌شوند که به دلیل واکنش پذیری کم می‌توانند به استراتوسفر بروند بدون اینکه در تروپوسفر از بین بروند. هنگامی که در استراتوسفر قرار گرفتیم، اتم‌های Cl و Br از طریق ترکیب نور مأوای بنفش، از ترکیبات اصلی آزاد می‌شوند.
CFCl
3 + تابش الکترومغناطیسی → Cl· +·CFCl
2
ازن یک مولکول بسیار واکنش پذیر است که به راحتی با کمک کاتالیزور به شکل اکسیژن پایدارتر کاهش می‌یابد. اتم‌های Cl و Br از طریق چرخه‌های مختلف کاتالیزوری، مولکول‌های ازن را از بین می‌برند. در ساده‌ترین مثال از چنین چرخه ای، یک اتم کلر با یک مولکول ازن (O 3) واکنش نشان می‌دهد، یک اتم اکسیژن می‌گیرد و مونوکسید کلر (ClO) تشکیل می‌دهد و یک مولکول اکسیژن (O 2) باقی می‌ماند. ClO می‌تواند با یک مولکول دوم ازن واکنش نشان دهد و اتم کلر را آزاد کند و دو مولکول اکسیژن تولید کند. خلاصه شیمیایی این واکنشهای فاز گاز عبارتند از:
- Cl· + O
3 → ClO + O
2

یک اتم کلر یک اتم اکسیژن را از یک مولکول ازن خارج کرده و یک مولکول ClO ایجاد می‌کند.
- ClO + O
3 → Cl· + 2 O
2

این ClO همچنین می‌تواند یک اتم اکسیژن را از یک مولکول دیگر ازن خارج کند. کلر برای تکرار این چرخه دو مرحله ای آزاد است.
اثر کلی کاهش مقدار ازن است، اگرچه سرعت این فرایندها را می‌توان با اثر چرخه‌های پوچ کاهش داد. مکانیسم‌های پیچیده تری نیز کشف شده‌است که منجر به تخریب ازن در استراتوسفر پایین می‌شود.

## مشاهدات مربوط به کاهش لایه ازن
سوراخ ازن معمولاً با کاهش کل ازن ستون بالای نقطه ای از سطح زمین اندازه‌گیری می‌شود. این به‌طور معمول در دابسون (یکا) بیان می‌شود. مخفف آن "DU"
است. بارزترین کاهش اوزون در استراتوسفر تحتانی بوده‌است. کاهش قابل توجهی در ازن ستون در بهار قطب جنوب و اوایل تابستان نسبت به اوایل دهه ۱۹۷۰ و قبل از آن با استفاده از ابزارهایی مانند طیف‌سنج نقشه‌برداری ازن (TOMS) مشاهده شده‌است.
کاهش تا ۷۰ درصد در ستون ازن مشاهده شده در استرالیا (نیم کره جنوبی) بر روی قطب جنوب و اولین بار در سال ۱۹۸۵ گزارش شد (فرمان و دیگران) همچنان ادامه دارد. ازن کل ستون قطب جنوب در سپتامبر و اکتبر از دهه ۱۹۹۰ به بعد ۴۰–۵۰ درصد کمتر از مقدار سوراخ قبل ازن بوده‌است. روند تدریجی به سمت «بهبودی» در سال ۲۰۱۶ گزارش شده‌است. در سال ۲۰۱۷، ناسا اعلام کرد که سوراخ ازن از سال ۱۹۸۸ به دلیل شرایط گرم استراتوسفر، ضعیف‌ترین سوراخ است. پیش‌بینی می‌شود حدود ۲۰۷۰ بهبود یابد.
مقدار از دست رفته سال به سال در قطب شمال متغیرتر از قطب جنوب است. بیشترین افت قطب شمال در زمستان و بهار است که در سردترین استراتوسفر به ۳۰ درصد می‌رسد.
واکنشهایی که روی ابرهای استراتوسفر قطبی (PSC) اتفاق می‌افتند نقش مهمی در افزایش تخریب ازن دارند. PSCها در سرمای شدید استراتوسفر قطب شمال و قطب جنوب با سهولت بیشتری تشکیل می‌شوند. به همین دلیل است که سوراخ‌های ازن ابتدا در قطب جنوب شکل گرفته و عمیق ترند. مدل‌های اولیه نتوانستند PSCها را در نظر بگیرند و تخریب تدریجی جهانی را پیش‌بینی می‌کنند، به همین دلیل سوراخ ناگهانی ازن قطب جنوب برای بسیاری از دانشمندان بسیار تعجب آور بود.
صحبت از کاهش اوزون در عرض‌های میانی به جای سوراخ دقیق تر است. ازن کل ستون بین ۱۹۸۰ و ۱۹۹۶ برای عرض‌های میانی کمتر از مقادیر قبل از ۱۹۸۰ بود. در عرض‌های میانه شمالی شمالی، از سال ۱۹۹۶ تا ۲۰۰۹ با اعمال مقررات و کاهش مقدار کلر در استراتوسفر، از حداقل مقدار حدود دو درصد افزایش یافت. در اواسط عرض جغرافیایی نیمکره جنوبی، ازن کل در آن دوره زمانی ثابت مانده‌است. روند قابل توجهی در مناطق استوایی وجود ندارد، بیشتر به این دلیل که ترکیبات حاوی هالوژن فرصت نکرده‌اند تا در عرض‌های گرمسیری اتمهای کلر و برم را تجزیه و آزاد کنند.
نشان داده شده‌است که فوران‌های بزرگ آتشفشانی اثرات قابل توجهی هر چند نابرابر از بین برنده ازن دارند، همان‌طور که با فوران کوه از سال 1991 Pinatubo در فیلیپین مشاهده شد.
کاهش اوزون همچنین بسیاری از کاهش مشاهده شده در درجه حرارت استراتوسفر و فوقانی تروپوسفریک را توضیح می‌دهد. منبع گرمای استراتوسفر جذب اشعه ماورا بنفش توسط ازن است، از این رو کاهش ازن منجر به خنک شدن می‌شود. برخی از خنک‌کننده‌های استراتوسفر نیز از افزایش گازهای گلخانه ای مانند CO2 و CFC خود پیش‌بینی می‌شوند. با این حال، به نظر می‌رسد خنک‌کننده ناشی از ازن غالب است.
پیش‌بینی سطح ازن دشوار است، اما دقت پیش‌بینی مدل‌ها از مقادیر مشاهده شده و توافق بین تکنیک‌های مختلف مدل‌سازی به‌طور پیوسته افزایش یافته‌است. [۱] پروژه جهانی تحقیق و پایش اوزون توسط سازمان جهانی هواشناسی - گزارش شماره ۴۴ کاملاً به نفع پروتکل مونترال است، اما خاطرنشان می‌کند که ارزیابی UNEP در سال ۱۹۹۴ بیش از حد تخریب ازن را برای دوره ۱۹۹۴–۱۹۹۷ بیش از حد ارزیابی کرده‌است.

## ماهیت
سوراخ اوزون به معنای وجود سوراخ در جو زمین نیست. بلکه به معنی کاهش مقدار مولکول گاز اوزون در جو زمین است که این کاهش، در سرزمین‌های قطبی بیشتر است.

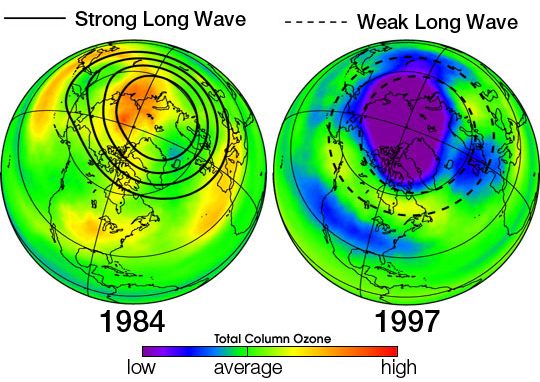
مقایسه حرارت ثبت شده در شمالگان در سال ۱۹۸۴ و ۱۹۹۷

## نظارت
اداره کل ملی هوانوردی و فضای آمریکا (ناسا) در سپتامبر هر سال اقدام به بررسی مقدار اوزون موجود در استراتوسفر می‌کند.

## سوراخ ازن و دلایل آن
سوراخ ازن قطب جنوب منطقه ای از استراتوسفر قطب جنوب است که در آن سطح ازن اخیر به ۳۳ درصد از مقدار قبل از ۱۹۷۵ در آن کاهش یافته‌است. سوراخ ازن در هنگام بهار قطب جنوب، از سپتامبر تا اوایل دسامبر، هنگامی که بادهای شدید غربی در اطراف قاره شروع به گردش می‌کنند و یک ظرف جوی ایجاد می‌کنند، رخ می‌دهد. در این گرداب قطبی، بیش از ۵۰ درصد ازن استراتوسفر پایین در طول چشمه قطب جنوب از بین می‌رود.
همان‌طور که در بالا توضیح داده شد، علت اصلی کاهش اوزون وجود گازهای منبع حاوی کلر (در درجه اول CFCها و هالوکربن‌های مربوطه) است. در حضور نور ماورا بنفش، این گازها جدا می‌شوند و اتمهای کلر آزاد می‌کنند و سپس کاتالیز می‌کنند تا تخریب ازن انجام شود. تخریب ازن کاتالیز شده با Cl می‌تواند در فاز گاز اتفاق بیفتد، اما در حضور ابرهای استراتوسفر قطبی (PSC) به‌طور چشمگیری افزایش می‌یابد.
بر اساس تحقیقات عملی می‌توان گفت که گازهای گلخانه ای نیز یکی از دلایل خیلی مهم از سوراخ شدن لایه اوزون می‌باشد.

## ترمیم
در سال ۱۹۸۷، کشورهای جهان با پیوستن به پروتکل‌هایی مانند پروتکل مونترآل سعی در کاهش گازهایی چون کلروفلوئوروکربن و حفاظت از لایه اوزون داشته‌اند. بر اساس اعلام ناسا در نوامبر ۲۰۱۷، مقدار اوزون در استراتوسفر، به بیشترین مقدار خود از سال ۱۹۸۸ رسید. اما به مقدار موجو در دهه ۱۹۸۰ میلادی بازنگشت. این نتیجه‌گیری بر اساس مشاهده حلقه گرمای بزرگتر و ناپایدار نسبت به گذشته در بالای جنوبگان بدست آمد.

## گستردگی
در پاییز ۲۰۱۹ ناسا اعلام کرد اندازه متوسط این سوراخ به ۹٫۳ میلیون کیلومتر مربع رسیده‌است که این نشان‌دهنده کاهش شدیدی از بزرگ‌ترین اندازه آن در سال ۲۰۰۶، یعنی ۲۶٫۶ میلیون کیلومتر مربع است. علت این کوچک شدن نه تلاش برای کاهش آلودگی هوا، که تغییرات آب و هوایی شگفت‌انگیز این ناحیه است. گزارش سال ۲۰۲۳ سازمان ملل نیز بهبود کاهش ازون را تایید کرده اما می‌گوید ادامه این روند ضمانت شده نیست. این گزارش می‌گوید گرمایش زمین و آزاد شدن گوگرد دی‌اکسید و صعود آن به لایه‌های بالایی اتمسفر جلوی بهبود را می‌گیرد.